# Is You Is or Is You Ain't My Baby
«Is You Is or Is You Ain't My Baby» es una canción compuesta por Louis Jordan y Billy Austin. Su primera grabación, la de Jordan, tuvo lugar el 4 de octubre de 1943. Se lanzó como el lado B de un sencillo, junto a «G.I. Jive», bajo el título «Is You Is or Is You Ain't (Ma' Baby)». En Estados Unidos, llegó al primer puesto de las listas de música folk y country, al número 2 por tres semanas en la lista de pop y al tercer lugar de la lista de R&B.
En la película de 1932 Harlem Is Heaven, el bailarín Bill «Bojangles» Robinson, junto al pianista de jazz Putney Dandridge, canta «Is You Is or Is You Ain't». La canción tiene una letra diferente, pero, considerando su título, tiene una melodía similar a la que tiene «Is You Is or Is You Ain't My Baby».
Bing Crosby y The Andrews Sisters grabaron la canción el 30 de junio de 1944 para Decca Records  y una vez lanzada, llegó al segundo lugar de las listas de Billboard y permaneció allí doce semanas.
Ira «Buck» Woods realizó una versión del tema para el capítulo de Tom y Jerry «Solid Serenade». En un episodio de La maravillosa Señora Maisel, Sterling K. Brown la cantó. En 1995 Diana Krall grabó una versión del tema, en la que cambia la letra para que quien hable sea una mujer que duda sobre el amor de un hombre.